# Краснопартизанское сельское поселение (Бурятия)
Се́льское поселе́ние «Краснопартиза́нское» (бур. Улаан Партизанай hомон) — муниципальное образование в Хоринском районе Бурятии Российской Федерации.
Административный центр — село Ониноборск.

## История
Статус и границы сельского поселения установлены Законом Республики Бурятия от 31 декабря 2004 года № 985-III «Об установлении границ, образовании и наделении статусом муниципальных образований в Республике Бурятия»

## Население
| 2002 | 2011  | 2012  | 2013  | 2014  | 2015 | 2016 |
| ---- | ----- | ----- | ----- | ----- | ---- | ---- |
| 1134 | ↘1042 | ↘1035 | ↘1021 | ↘1005 | ↘989 | ↘967 |
| 2017 | 2018  | 2019  | 2020  | 2021  | 2023 | 2024 |
| ↘936 | ↘907  | ↘887  | ↘871  | ↘720  | ↘691 | ↘658 |

## Состав сельского поселения
| № | Населённый пункт | Тип населённого пункта       | Население |
| - | ---------------- | ---------------------------- | --------- |
| 1 | Булум            | улус                         | ↗352      |
| 2 | Зун-Хурай        | посёлок                      | ↘383      |
| 3 | Ониноборск       | село, административный центр | ↘308      |